# Palazzo Poncarali Oldofredi
Palazzo Poncarali Oldofredi, già Balucanti, è un edificio storico di Brescia, situato lungo corso Magenta e vicino all'omonimo piazzale Arnaldo.

## Storia

### L'erezione del palazzo
L'area attorno all'edificio nobiliare risulta essere già frequentata in epoca romana. A tal proposito, infatti, sono state rinvenute nel cortile dell'attuale palazzo rovine di un complesso termale, con annessi anche ambienti di servizio e vasche, presumibilmente di età imperiale. La struttura sarebbe stata poi abbandonata attorno al III-IV secolo e quindi riutilizzata come necropoli nel corso dell'alto medioevo, vista la presenza di diverse tombe cosiddette "alla cappuccina" d'età tardoantica.
L'attuale edificio è stato invece edificato nel corso del XVII secolo dalla famiglia dei Provaglio, seguendo la pianta tipica dei palazzi bresciani dell'epoca: un corpo centrale che si dipana in due ali laterali, creando una cosiddetta pianta a ferro di cavallo, e le scuderie poste sul lato orientale. In seguito, nel XVIII secolo, il palazzo è stato acquistato dalla famiglia Poncarali, che tuttavia si estinse poco dopo; fu dunque la famiglia dei Cigola ad impossessarsene, per poi ceduto agli Oldofredi ed a sua volta venduto ai Balucanti, che lo possedettero fino al 1925.
In quella data, infatti, l'edificio fu acquistato dal comune di Brescia e, a partire dall'agosto del medesimo anno, ivi trasferito il liceo ginnasio statale Arnaldo; gli ambienti furono dunque rimodulati, convertendo le scuderie in aule ed il giardino, che si estendeva fino all'abside della chiesa di San Barnaba, fu dimezzato e trasformato in un parco pubblico intitolato ad Oriana Fallaci.

## Descrizione

### Esterno e planimetria
La facciata dell'edificio è stata volutamene lasciata «greggia», costituita cioè da uno strato grezzo e non lavorato. Essa è infatti priva di intonaco secondo la moda seicentesca ed è rimasta invariata per i tre secoli successivi alla sua erezione. Il portale d'ingresso dell'edificio, nondimeno, è caratterizzato dalla presenza di due busti di telamoni che sorreggono la balconata sovrastante, soluzione piuttosto originale ed inconsueta nel panorama delle dimore nobiliari cittadine.
Una volta entrati dal medesimo portale, si accede al vasto atrio del palazzo, che denota la tipica pianta a U dei palazzi bresciani del Seicento: il cortile della dimora, tra l'altro, si estende su tre lati mediante un porticato ampio e spazioso, che presenta cinque campate nel lato nord e rispettivamente quattro ciascuna per i lati est ed ovest.

### Gli interni del palazzo
Si accede poi al piano superiore, ossia il piano nobiliare dell'edificio, tramite uno scalone in marmo dotato di balaustra: esso si presenta nel complesso di medie dimensioni, dal momento che è solo dal Settecento che si riscontra la moda, tra i nobili bresciani, di costruire scaloni sempre più monumentali, a discapito della stessa pianta della dimora. L'ambiente dello scalone presenta come decorazione sommitale un affresco di discreta fattura: Giove, raffigurato al centro della scena, è ritratto nell'atto di accogliere Venere sull'Olimpo.
Sempre al piano superiore, inoltre, si trova il salone principale del palazzo, quello che un tempo, probabilmente, fungeva da salone da ballo: in seguito è stato decorato da affreschi monocromi in stile neoclassico. Essi raffigurano delicati fregi che corrono per tutta la lunghezza delle pareti e, tra l'altro, incorniciano dieci medaglioni con illustri personaggi della cultura italiana, tra cui spiccano figure illustri del rinascimento italiano quali Michelangelo e Raffaello. 
Altre tre salette della sezione orientale sono decorate da affreschi di ispirazione mitologica, la cui realizzazione è attribuita a Giuseppe Teosa ed aiuti: nella prima sala è raffigurato l'Incontro tra Didone ed Enea, mentre nella seconda l'Allegoria della Luce e, infine, nella terza compare la decorazione più elaborata di tutte. Quest'ultimo ambiente, infatti, presenta al centro del soffitto La Giustizia e la Pace, mentre sulle pareti sono raffigurate figure danzanti, forse muse, su campiture di colore uniforme. Vi sono poi altre due salette occidentali che recano decorazioni più semplici, realizzate l'una nel 1820 e l'altra nel 1860. Nell'ala ovest poi due altre salette sono decorate a travetti.